# Plusiotricha
Plusiotricha là một chi bướm đêm thuộc họ Noctuidae.

## Loài
- Plusiotricha carcassoni Dufay, 1972
- Plusiotricha fletcheri Dufay, 1972
- Plusiotricha gorilla Holland, 1894
- Plusiotricha livida Holland, 1894
- Plusiotricha pratti Kenrick, 1917